# قيق متوج طويل
قيق متوج طويل أو قيق ستيلر أو قيق جبلي أو قيق الصنوبر (الاسم العلمي: Cyanocitta stelleri)، نوع من الطيور المنتمية إلى فصيلة الغرابيات وجنس السَوّام. موطنه غرب أمريكا الشمالية.